# Соло (телесеріал)
«Соло» (англ. Solos ) — американський драматичний науково-фантастичний телесеріал-антологія, створений Девідом Вейлом та студією Amazon Studios. Прем'єра серіалу із семи серій відбулася 21 травня 2021 року на Prime Video.

## Сюжет
Серіал розмірковує над тим, що означає бути людиною, аргументуючи це тим, що ми пов’язані з іншими через спільний досвід, навіть у найізольованіші моменти.

## У ролях

### Головні
- Морган Фрімен ― Стюарт
- Енн Гетевей ― Лія
- Ентоні Макі ― Том
- Гелен Міррен ― Пеґ
- Узо Адуба ― Саша
- Ден Стівенс ― Отто
- Констанс Ву ― Дженні
- Ніколь Бехарі ― Нера

### Другорядні
- Ханна Данн ― Рейчел
- Джек Квейд ― розумний дім Зен (голос)
- Санаа Латан ― Нія
- Кріс Діамантопулос ― технік, який завантажує спогади Дженні

## Список серій[2]
| № | Назва             | Режисер            | Сценарист          | Перший ефір у США | Перший ефір українською |
| - | ----------------- | ------------------ | ------------------ | ----------------- | ----------------------- |
| 1 | «Лія» «Leah»      | Зак Брафф          | Девід Вейл         | 21 травня 2021    | невідомо                |
| 2 | «Том» «Tom»       | Девід Вейл         | Девід Вейл         | 21 травня 2021    | невідомо                |
| 3 | «Пеґ» «Peg»       | Сем Тейлор-Джонсон | Девід Вейл         | 21 травня 2021    | невідомо                |
| 4 | «Саша» «Sasha»    | Девід Вейл         | Tori Sampson       | 21 травня 2021    | невідомо                |
| 5 | «Дженні» «Jenny»  | Девід Вейл         | Bekka Bowling      | 21 травня 2021    | невідомо                |
| 6 | «Нера» «Nera»     | Тіффані Джонсон    | Stacy Osei-Kuffour | 21 травня 2021    | невідомо                |
| 7 | «Стюарт» «Stuart» | Сем Тейлор-Джонсон | Девід Вейл         | 21 травня 2021    | невідомо                |

## Реліз
Серіал дебютував на Amazon Prime Video 21 травня 2021 року для Великобританії, США, Австралії, Канади, Ірландії, Індії та Нової Зеландії.

## Відгук
На Rotten Tomatoes рейтинг схвалення міні-серіалу становить 47% на основі 30 рецензій критиків і середнього рейтингу 5,85/10. Критичний консенсус веб-сайту говорить: «Зірковий акторський склад і невелика кількість справді прекрасних моментів не можуть врятувати Солос від відчуття, що вони застрягли в космосі». На Metacritic він має середньозважений бал 45 із 100 на основі 14 рецензій критиків із зазначенням «змішаних або середніх рецензій».